# Глотов, Пётр Петрович
Пётр Петрович Глотов (1827—1888) — генерал-лейтенант Русской императорской армии, педагог, директор Михайловского Воронежского кадетского корпуса.

## Биография
Пётр Глотов родился 15 апреля 1827 года; из дворян Воронежской губернии. Получив воспитание в Павловском кадетском корпусе, в службу вступил в 1845 году прапорщиком в Гренадерский лейб-гвардии полк.
В 1852 году он был прикомандирован к Воронежскому кадетскому корпусу имени Великого князя Михаила Павловича на должность учителя математики.
С 1 января 1855 по 1 августа 1857 года П. П. Глотов преподавал физику, а с 1 августа 1857 по август 1861 года — тактику и военную историю.
В 1859 году он был назначен помощником инспектора классов, а 13 мая 1863 года — инспектором. Последнее его назначение совпало с начинавшимся тогда преобразованием кадетских корпусов в военные гимназии, и Глотов принялся за изучение реформы, так что в 1865 году, когда был преобразован Михайловский Воронежский кадетский корпус в военную гимназию, назначенный туда директором П. П. Винклер нашел в Глотове энергичного помощника для осуществления реформы.

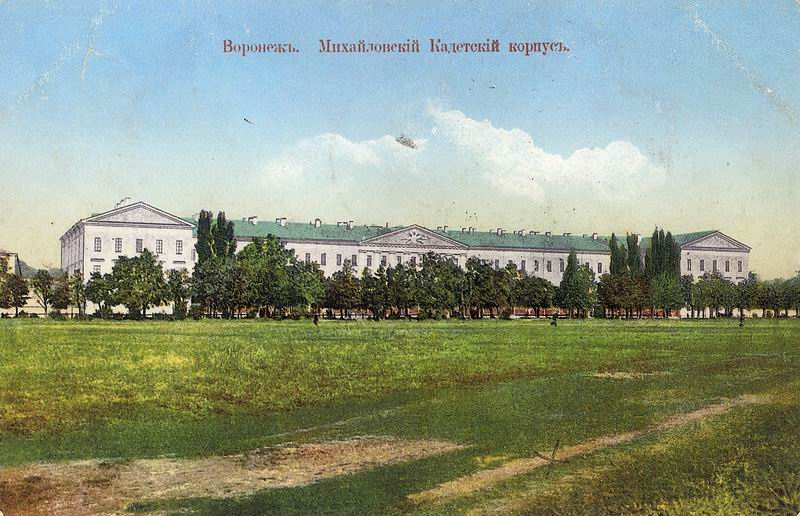
Михайловский кадетский корпус
(конец XIX — начало XX века)

Кроме того, Пётр Петрович Глотов был с 1 января 1865 года избран гласным воронежских губернского и уездного земских собраний и в то же время состоял членом в губернском (5 декабря 1865 года — 16 мая 1867 года) и уездном училищных советах.
В 1867 году Глотов в чине полковника был назначен директором Полоцкой военной гимназии; вскоре стал во главе школы бывшего Православного Братства для приготовления народных учителей, за труды по управлению этой школой награждён орденом Святого Владимира 3-й степени.
5 августа 1878 года П. П. Глотов, в чине генерал-майора, перемещен на должность директора в Михайловскую Воронежскую военную гимназию и вскоре вновь избран губернским земским гласным.
В 1885 году он вышел в отставку.
В 1861 году, совместно с М. Ф. Де Пуле, Глотов издал литературно-научный сборник под заглавием «Воронежская Беседа».
Пётр Петрович Глотов умер 19 ноября 1888 года в городе Воронеже.